# The Comsat Angels
The Comsat Angels — англійський пост-панк-гурт, виник у 1978 році у місті Шеффілд, Велика Британія. Їхня музика поєднувалася також з синтпопом, і альтернативний роком, в поєднанні пост-панку, і нової хвилі, самі тексти були написані, водночас, похмурому, і тривожному жанрі, в душевному болю, і водночас з хорошим настроєм. Було випущено дев'ять студійних альбомів гурту, які користувалися популярністю серед пост-панк-музики та нової хвилі 1980-х років. Гурт розпався в 1995 році, потім відродився в 2005 році, проіснувавши до 2010 року.

## Дискографія
- Waiting for a Miracle (1980)
- Sleep No More (1981)
- Fiction (1982)
- Land (1983)
- 7 Day Weekend (1985)
- Chasing Shadows (1986)
- Fire on the Moon (1990)
- My Mind's Eye (1992)
- The Glamour (1995)